# Allotinus waterstradti
Allotinus waterstradti är en fjärilsart som beskrevs av Druce 1895. Allotinus waterstradti ingår i släktet Allotinus och familjen juvelvingar. Inga underarter finns listade i Catalogue of Life.